# Giangiacomo Calovini
Giangiacomo Calovini (Brescia, 16 marzo 1982) è un politico italiano, deputato per Fratelli d'Italia della XIX legislatura.

## Biografia
Laureato in scienze politiche presso l'Università degli Studi di Parma con una tesi dal titolo Le relazioni italo-tedesche dalla caduta di Mussolini alla dichiarazione di guerra alla Germania, ottiene poi una laurea magistrale all'Università degli Studi "Niccolò Cusano" in relazioni internazionali, con una tesi sulle relazioni diplomatiche tra Italia e Repubblica di Cina oltre ad un Master in management politico presso la 24ORE Business School, presso la quale dal 2017 è docente a contratto di geopolitica e relazioni internazionali. Dopo aver lavorato in una società di commercio di famiglia, nel 2016 inizia la sua attività di collaboratore presso la regione Lombardia nell’assessorato al territorio con il compito di monitorare la presenza di luoghi di culto. Nel 2018 è diventato assistente parlamentare al Senato della Repubblica del Senatore Gianpietro Maffoni. Ha lavorato, inoltre, come consulente per relazioni internazionali e public affairs.

## Attività politica
Inizia la propria attività politica nel 2006 con l'elezione a consigliere comunale di Collebeato, in provincia di Brescia, in una lista civica di centrodestra. Negli stessi anni aderisce al Popolo della Libertà, diventando presidente provinciale dell'organizzazione giovanile Giovane Italia, spostandosi poi in Fratelli d'Italia nel 2012 al momento della sua formazione. Con il partito guidato da Giorgia Meloni si candida alla Camera dei Deputati alle elezioni politiche del 2013 nella circoscrizione Lombardia 2, dove tuttavia la lista non ottiene seggi.
Nel 2018 si candida senza successo sia alle elezioni politiche alla Camera nel collegio plurinominale Lombardia 3 - 01 sia alle elezioni regionali in Lombardia per la provincia di Brescia, conseguendo 994 preferenze e non risultando eletto.. Nello stesso anno è il primo dei non eletti delle liste di Fratelli d'Italia alle elezioni comunali di Brescia con 152 preferenze, ma nel luglio 2021 subentra a Giovanni Francesco Acri.
In vista delle elezioni politiche del 2022 si candida alla Camera in rappresentanza della coalizione di centrodestra nel collegio uninominale Lombardia 3 - 05 (Desenzano del Garda), dove vince con il 60,44% dei voti, triplicando il risultato della sfidante di centro-sinistra Donatella Albini (19,99%) e Monica Lippa di Azione - Italia Viva (8,60%).
Entrato in carica come deputato il 13 ottobre 2022, entra a far parte della III Commissione per gli Affari esteri e comunitari, assumendo il ruolo di Capogruppo per il partito di Fratelli d’Italia.
Nei mesi successivi viene indicato come rappresentante nella delegazione parlamentare italiana presso la NATO per poi diventare Vice presidente del GSM - Gruppo Speciale Mediterraneo con l’obiettivo di sensibilizzare l’Alleanza atlantica alle tematiche del Fronte Sud.
Nel gennaio del 2024 è relatore alla Camera della conversione in legge del DL n. 161/2023 conosciuto come “Piano Mattei”.
A partire da gennaio 2025 ricopre l'incarico di consigliere con delega agli affari europei presso il Ministero per gli Affari Europei, il Piano Nazionale di Ripresa e Resilienza (PNRR) e le Politiche di Coesione, guidato da Tommaso Foti, subentrato a Raffaele Fitto in seguito alla nomina di quest’ultimo a Vicepresidente della Commissione Europea.

## Attività didattica
Dal 2017 svolge attività di docenza a contratto presso la 24 Ore Business School di Roma, a seguito del conseguimento di un Master di primo livello in Management Politico presso lo stesso istituto. Insegna materie relative alla geopolitica in diversi master full time, tra cui Relazioni Istituzionali, Lobbying e Public Affairs ed Export Manager and International Marketing.
Il 2 aprile 2025 è stato nominato membro del Consiglio Scientifico dell’Istituto Affari Internazionali (IAI), uno dei principali think tank italiani in ambito di politica estera e relazioni internazionali.

## Controversie
Nel giugno 2022 viene indagato per corruzione per atti contrari ai doveri d’ufficio in relazione alle dimissioni del consigliere comunale di Brescia Giovanni Francesco Acri che avrebbe fatto spazio a Calovini, primo dei non eletti e ritenuto vicino all’europarlamentare Carlo Fidanza; il figlio di Acri in cambio sarebbe stato assunto da Fidanza come suo assistente. Nel giugno del 2023 Fidanza e Calovini decidono di patteggiare sottolineando che, secondo la giurisprudenza più recente, “questa scelta non implica alcuna assunzione di responsabilità penale" ribadendo poi che "il fatto contestato è stato frutto non di corruzione, ma di un accordo politico tra colleghi di partito senza alcuna scambio di denaro o malversazione di esso”.